# Бернардо Даніель Ромео
Бернардо Даніель Ромео (ісп. Bernardo Romeo, нар. 10 вересня 1977, Танділь) — аргентинський футболіст, що грав на позиції нападника.
Виступав, зокрема, за клуби «Естудьянтес», «Сан-Лоренсо» та «Гамбург», а також національну збірну Аргентини.
Чемпіон Аргентини. 

## Клубна кар'єра
Народився 10 вересня 1977 року в місті Танділь, у провінції Буенос-Айрес. Вихованець футбольної школи клубу «Естудьянтес». Дорослу футбольну кар'єру розпочав 1995 року в основній команді того ж клубу, в якій провів три сезони, взявши участь у 42 матчах чемпіонату. Своєю грою за цю команду привернув увагу представників тренерського штабу клубу «Сан-Лоренсо», до складу якого приєднався 1998 року. Дебютував за свою нову команду у програному (2:3) поєдинку проти «Хімназії». Саме в цій команді розкрився як гравець топ-рівня. Відіграв за команду з Буенос-Айреса наступні чотири сезони своєї ігрової кар'єри. Більшість часу, проведеного у складі «Сан-Лоренсо», був основним гравцем атакувальної ланки команди. У 2001 році відзначився 15-ма голами у 17 матчах, завдяки чому його команда тріумфувала у Клаусурі. Того ж року став найкращим бомбардиром (10 голів) останнього розіграшу Кубку Меркосул, а його команда тріумфувала на цьому турнірі. У складі «Сан-Лоренсо» був одним з головних бомбардирів команди, маючи середню результативність на рівні 0,63 голу за гру першості.
Своїми виступами на батьківщині привернув увагу німецького клубу «Гамбург», з яким підписав контракт 2002 року. Варто зазначити, що його контракт з аргентинським клубом завершився й він вирішив його продовжити, щоб дозволити команді заробити на його трансфері (німцям довелося заплатити за цей трансфер близько 5 мільйонів євро). У Бундеслізі дебютував 26 січня у програному (0:3) виїзному матчі проти «Штутгарта». А через тиждень відзначився дебютним голом за німецьку команду, у поєдинку проти Мюнхена 1860. У футболці «Гамбурга» провів два з половиною сезони, у німецькому клубі 2003 року завоював Кубок ліги. Граючи у складі «Гамбурга» також здебільшого виходив на поле в основному складі команди. В новому клубі був серед найкращих голеодорів, у сезоні 2002 та 2003 років ставав його найкращим бомбардиром. Після приходу до клубу Томаса Доля втратив своє місце в основі клубу й став резервістом, причиною цьому стала зміна тактичної схеми у німецькому клубі, під яку Ромео не підходив. У цей період на провідних ролях у «Гамбурзі» були Еміль Мпенза, Такахара Наохіро та Сергей Барбарез. У січні 2005 року він був орендований на півроку іспанською «Мальоркою», після завершення дії орендної угоди отримав статус вільного агента.
У липні 2005 року перейшов до складу іншого представника іспанської Ла-Ліги, «Осасуни», Ромео відзначився 4-ма голами у 25-ти матчах, а наварський клуб фінішував четвертим, це був найкращий результат в історії клубу. Проте наступного сезону зушений був задовільнитися статусом резервного гравця або, як максимум, ролю третього нападника, зігравши загалом ще стільки ж матчів у національному чемпіонаті та Кубку УЄФА, в тому числі й у переможному (3:1) домашньому поєдинку проти «Оденсе», проте разом з командою у цьому турнірі в підсумку здобув останнє четверте місце на груповому етапі.
Влітку 2007 року повернувся в Аргентину та підписав контракт з клубом «Сан-Лоренсо» (цей трансфер аргентинцям обійшовся лише у 600 000 євро), у складі якого відзначився понад 100 голів у офіційних турнірах. Через постійні травми його другий прихід до клубу був не настільки вдалим. У 2010 році, з поверненням до команди Рамона Діаса, йому повідомили, що більше не зацікавлені в його послугах. Уболівальники клубу звернулися до керівництва з проханням залишити Ромео, але керівництво відповіло категоричною відмовою. У липні 2010 року підписав контракт з новачком вищого дивізіону аргентинського чемпіонату, клубом «Кільмес», але в клубі провів лише 1 сезон, в яком відзначився 4-ма голами. На той час команду тренував Омар Асад. З 3-го туру Апертури 2011 взяв собі 98-ий ігровий, на якому підписався як Боедо. У травні 2012 року у матчі другого раунду кубку Аргентини проти «Барракас Сентраль» забив свій 99-ий гол у офіційних матчах. Став 9-им найкращим бомбардиром в історії клубу «Сан-Лоренсо».
У липні був частиною команди, яка змогла уникнути вильоту до нижчого дивізіону національного чемпіонату, після чого завершив кар'єру професіонального футболіста. З 12 жовтня 2012 року працює в цьому ж клубі на посаді головного тренера команди.

## Виступи за збірні
Ромео був ключовим гравцем збірної на Молодіжному чемпіонаті світу з футболу 1997 року, відзначившись 6-ма голами у 7-ми поєдинках у Малайзії. Зіграв також і в переможному (2:1) фінальному матчі проти Уругваю.
20 грудня 2000 року дебютував у складі національної збірної Аргентини у переможному (2:0) матчі проти Мексики, протягом 3 років зіграв лише 4 поєдинки.

## Клубна статистика
| Сезон   | Клуб                    | Країна    | Турнір                         | Матчі | Голи |
| ------- | ----------------------- | --------- | ------------------------------ | ----- | ---- |
| 1995/96 | Естудьянтес (Ла-Плата)  | Аргентина | Прімера Дивізіон               | 9     | 0    |
| 1996/97 | Естудьянтес (Ла-Плата)  | Аргентина | Прімера Дивізіон               | 19    | 3    |
| 1997/98 | Естудьянтес (Ла-Плата)  | Аргентина | Прімера Дивізіон               | 12    | 1    |
| 1998/99 | Сан-Лоренсо де Альмагро | Аргентина | Прімера Дивізіон               | 22    | 16   |
| 1999/00 | Сан-Лоренсо де Альмагро | Аргентина | Прімера Дивізіон               | 30    | 16   |
| 2000/01 | Сан-Лоренсо де Альмагро | Аргентина | Прімера Дивізіон               | 33    | 26   |
| 2001/02 | Сан-Лоренсо де Альмагро | Аргентина | Прімера Дивізіон               | 12    | 2    |
| 2001/02 | Гамбург                 | Німеччина | Бундесліга                     | 16    | 8    |
| 2002/03 | Гамбург                 | Німеччина | Бундесліга                     | 26    | 14   |
| 2003/04 | Гамбург                 | Німеччина | Бундесліга                     | 29    | 11   |
| 2004/05 | Гамбург                 | Німеччина | Бундесліга                     | 6     | 2    |
| 2004/05 | Мальорка                | Іспанія   | Ла-Ліга                        | 10    | 2    |
| 2005/06 | Осасуна                 | Іспанія   | Ла-Ліга                        | 24    | 4    |
| 2006/07 | Осасуна                 | Іспанія   | Ла-Ліга                        |       |      |
|         |                         |           | Загалом у чемпіонаті Аргентини | 137   | 64   |
|         |                         |           | Загалом у Бундеслізі           | 77    | 35   |
|         |                         |           | Загалом у іспанській Ла-Лізі   | 34    | 6    |

## Титули і досягнення
- Прімера Дивізіон (Сан-Лоренсо де Альмагро):
  -  Чемпіон (1): Клаусура 2001 (також найкращий бомбардир)

- Кубок Меркосур
  -  Володар (1): 2001

- Молодіжний чемпіонат світу
  -  Володар (1): 1997

- Молодіжний чемпіонат Південної Америки
  -  Володар (1): 1997